# Ӊ
La Ene con cola (Ӊ ӊ; cursiva: Ӊ ӊ) es una letra de la escritura cirílica. Su forma se deriva de la letra en (Н н) añadiendo una cola a la pierna derecha. Su forma a veces se confunde con el en con descendiente (Ң ң).
Se usa solo en el alfabeto del idioma sami kildin donde representa la nasal alveolar sorda /n̥/.

## Códigos de computación
| Carácter      | Ӊ                                    | Ӊ                                    | ӊ                                    | ӊ                                    |
| ------------- | ------------------------------------ | ------------------------------------ | ------------------------------------ | ------------------------------------ |
| Unicode       | LETRA MAYÚSCULA CIRÍLICA EN CON COLA | LETRA MAYÚSCULA CIRÍLICA EN CON COLA | LETRA MINÚSCULA CIRÍLICA EN CON COLA | LETRA MINÚSCULA CIRÍLICA EN CON COLA |
| Codificación  | decimal                              | hex                                  | decimal                              | hex                                  |
| Unicode       | 1225                                 | U+04C9                               | 1226                                 | U+04CA                               |
| UTF-8         | 211 137                              | D3 89                                | 211 138                              | D3 8A                                |
| Ref. numérica | &#1225;                              | &#x4C9;                              | &#1226;                              | &#x4CA;                              |